# Alfabet copte
L'alfabet copte és un alfabet utilitzat per escriure l'idioma copte. Està basat en l'alfabet grec, però conté algunes lletres addicionals per escriure sons que no existien a l'idioma grec. Aquestes lletres deriven del demòtic, una escriptura utilitzada a l'antic Egipte -juntament amb el jeroglífic i el hieràtic-. L'alfabet copte es va estendre a Egipte durant el segle iv; i encara s'usa entre els membres de l'Església Ortodoxa Copta, per a l'escriptura de texts litúrgics. Tots els Manuscrits de Nag Hammadi, còdexs gnòstics trobats a Nag Hammadi, estaven escrits en copte.

## La història
L'alfabet copte té una llarga història, que es remunta al període hel·lenístic d'Egipte, quan es feia servir l'idioma grec en documents oficials, i l'alfabet grec per a transcriure els texts demòtics, intentant representar la pronunciació demòtica. Durant els dos primers segles de l'era cristiana hi va haver una sèrie de texts que es van escriure en el que els estudiosos denominen "copte antic": texts en llengua egípcia escrits amb caràcters de l'alfabet grec. Algunes lletres, però, van ésser preses del demòtic, per a representar sons específics coptes.
Amb l'avanç del cristianisme a Egipte, es va perdre el coneixement de l'escriptura jeroglífica, cap al segle iv, tal com va passar poc després amb el demòtic, i va sorgir un sistema d'escriptura associat a l'església cristiana. Cap al segle iv es va estandarditzar l'alfabet copte, especialment, per al dialecte sahídic. Cal esmentar que hi ha algunes diferències entre els alfabets coptes dels diversos dialectes.
L'antic alfabet nubià, utilitzat per a escriure l'idioma nubià -no relacionat amb l'idioma copte- s'escriu, principalment, amb l'alfabet grec uncial, però va prendre lletres coptes i meroítiques d'origen demòtic. Erròniament es creu, sovint, que el nubià antic utilitzava l'alfabet copte.

## Les lletres
En Unicode la major part dels caràcters coptes compartien inicialment els codis amb les lletres similars de l'alfabet grec, però s'ha acceptat la separació per a la versió 4.1, del 2005. El nou bloc de copte està en U+2 C80 ... U+2 CFF.
- Nota: totes les transcripcions fonètiques segueixen els usos de l'API.

### La Llista delsgrafemes
Donem les lletres de l'alfabet bohaíric. Quan l'origen grec inicial és evident, no la donem (per exemple:  i  venen de  i , etc.). És remarcable la presència esperada de la sigma lunar. Per a les lletres extretes del demòtic, vegeu més avall. Per als dos valors fonològics indicats així com el nom de les lletres, vegeu més avall.
Com en grec, les lletres s'utilitzen també —a partir del bohaíric— amb funció de nombres, on la presència en l'alfabet d'un signe no literal és purament numeral: sou, sortit de la digamma grega i d'una lligadura abreujada, la ro barrada, amb valor de 900, en lloc del sampi grec. El sa'id ignora aquesta pràctica i utilitza nombres enters.
| Traçat       | Nom          | Transliteració | Valor 1 | Valor 2      | Nombre |
| ------------ | ------------ | -------------- | ------- | ------------ | ------ |
| Alfa         | Alp ʰ a      | A              | /a/     | /a/          | 1      |
| Beta         | Beta         | B              | /b, v/  | /b, v/       | 2      |
| Gamma        | Gamma        | G              | /k/     | /G, n, ɣ/    | 3      |
| Dalda        | Dalda        | D              | /D/     | /D, ð/       | 4      |
| Ei           | Ei           | I              | /i/     | /i/          | 5      |
| Sou          | Sou          | ─              | ─       | ─            | (6)    |
| Zeta         | Zeta         | Z              | /S/     | /Z/          | 7      |
| Eta          | Eta          | Ē              | /Iː/    | /Ɛː, i/      | 8      |
| T ʰ eta      | T ʰ eta      | T ʰ            | /T ʰ/   | /T ʰ, θ/     | 9      |
| Iota         | Iota         | I              | /i, j/  | /i, j/       | 10     |
| Kappa        | Kappa        | K              | /k/     | /k/          | 20     |
| Laula        | Laula        | L              | /l/     | /l/          | 30     |
| Em           | Em           | M              | /m/     | /m/          | 40     |
| Nē           | Nē           | N              | /n/     | /n/          | 50     |
| K ˢ i        | K ˢ i        | K ˢ            | /ks/    | /ks/         | 60     |
| Ou           | Ou           | O              | o       | o            | 70     |
| Pi           | Pi           | P              | /p/     | /p/          | 80     |
| Ro           | Ro           | R              | /r/     | /r/          | 100    |
| Semmes       | Semmes       | S              | /s/     | /s/          | 200    |
| Tau          | Tau          | T              | /T/     | /T, d/       | 300    |
| He           | He           | O              | /U, w/  | /U, w, i, v/ | 400    |
| P ʰ i        | P ʰ i        | P ʰ            | /P ʰ/   | /P ʰ, f/     | 500    |
| K ʰ i        | K ʰ i        | K ʰ            | /K ʰ/   | /K ʰ, χ, ʃ/  | 600    |
| P ˢ i        | P ˢ i        | P ˢ            | /ps/    | /ps/         | 700    |
| Ō            | Ō            | Ō              | /oː/    | /oː/         | 800    |
| Sai          | Sai          | Š              | /ʃ/     | /ʃ/          | ─      |
| Fai          | Fai          | F              | /f/     | /f/          | 90     |
| Hai          | Hai          | Aquest esquema | ─       | /X/          | ─      |
| Horit        | Horit        | H              | /h/     | /h/          | ─      |
| Dandi        | Dandi        | D (j)          | /ʤ/     | /ʤ, g/       | ─      |
| Cima         | Cima         | Č              | /Q/     | /ʧ/          | ─      |
| Tu           | Tu           | T i            | /tu/    | /tu/         | ─      |
| P ˢ is ə nes | P ˢ is ə nes | ─              | ─       | ─            | 900    |

Les set últimes lletres de l'alfabet no són d'origen grec sinó preses del demòtic egipci. Permeten representar sons per als quals l'alfabet grec no té cap lletra. L'origen és ben conegut, ja que es poden remuntar jeroglífics fins a la lletra copta, passant pels traçats demòtics.
| SA |

| SA |

| f |

| f |

| M12 |

| M12 |

| F18 · Y1 |

| F18 · Y1 |

| U29 |

| U29 |

| k |

| k |

| D37 · t |

| D37 · t |

### Les majúscules
L'alfabet copte es pot considerar bicameral, ja que cada lletra té una majúscula i una minúscula. De fet, en certs estils particularment adornats, les majúscules no són més que minúscules de gran format i no necessiten un aprenentatge separat. No és gens comparable amb el cas del grec actual, en què la minúscula de Ν és ν, per exemple. La lletra hai és probablement l'única que té dues variants diferents independentment de l'estil: Ϧ en majúscula, ϧ en minúscula.

### El nom de les lletres
En aquesta taula apareix un dels nombrosos noms possibles per a cada lletra, que a grans trets són els donats per la gramàtica de Plumley (cf. bibliografia). Es pot considerar que són els noms antics.
Els noms de les lletres no estan realment normativitzats i en aquest àmbit ens topem amb moltes variants segons els texts: petits —la lletra fai pot ser anomenada fei— o més notables —he és sovint designada amb el nom d'epˢilon en els texts recents. L'hel·lenització de la pronunciació (vegeu més avall) va exercir amb seguretat un paper no pas petit, el mateix que les lligades a la mateixa llengua copta: l'aparició d'una vocal epentètica a l'inici de paraula en una síl·laba que en cas contrari començaria per dues consonants és visible en casos com kˢi sovint anomenada ekˢi.

### La transliteració i la codificació
D'ara endavant, les paraules codificades en l'alfabet grec en itàlica cal llegir-les com si estiguessin escrites en copte. En efecte, Unicode no distingeix encara els dos blocs de caràcters (vegeu més avall). Les paraules escrites en grec en romana han d'ésser enteses com el grec.
Per raons de simplicitat, escollim representar el semmes (sigma en grec) per a la lletra llatina c: en efecte, com que el copte va prendre en préstec la sigma lunar grega, no coneix la variant final ς. Escriure σ al final de paraula seria massa estrany per a l'ull habituat a llegir grec. També és més prudent de codificar la sigma lunar per mitjà d'una c abans que pels caràcters grecs previstos en Unicode (ς U+03 F2), que no sempre és present en els tipus de lletra habituals.
Escollim una transliteració i no una transcripció per a les paraules coptes. Aquesta transliteració és bijectiva: a cada símbol o dígraf simbòlic escollit li pot correspondre una sola lletra copta i a l'inrevés, d'on la notació de les consonants aspirades per una ʰ. Així, pʰ (φ) no pot ésser confós amb la seqüència de lletres ph (πϩ). Cal tenir en compte que ḏ pot ser substituïda fàcilment per una j. La presència d'un ḏinkim (vegeu més avall) és indicada per un ə en superíndex: ρ̄ queda transliterat com ər.

### El valor de les lletres
Les diferents fonts consultades donen per a certes lletres valors molt diferents, segons si se situen en una perspectiva històrica —el copte tal com es parlava en el passat— o actual —tal com es pronuncia ara en les cerimònies religioses. A més, distingim la pronunciació de la sa'id (dialecte ara extingit) de la bohaírica, únic dialecte encara parlat avui. Els texts recents consagrats al copte generalment insisteixen més sobre la pronunciació bohaírica litúrgica actual. Dues obres, però, es basen en la pronunciació antiga: l'article de Ritner i la gramàtica de Plumley (cf. bibliografia).
D'altra banda, segons Emile Maher Ishak (cf. bibliografia), la pronunciació bohaírica de la llengua copta hauria estat aproximadament similar a la del grec modern a mitjan segle xix, per tal de permetre una fusió entre l'església ortodoxa grega i la d'Egipte, fusió que finalment no es va esdevenir. Aquest moviment d'hel·lenització, sota l'ègida del popa Ciril IV i d'Arian Girgis Moftah, professor de copte litúrgic, es va anar acceptant globalment i de mica en mica: avui dia, en escasses esglésies el copte és llegit «a la grega». Per això, aquesta pronunciació és considerada artificial —sobretot perquè no s'aplica necessàriament a totes les paraules: per no contradir els usos establerts, els noms propis, per exemple, es pronuncien sovint «a l'antiga». Es considera, doncs, que pertany a l'«antic bohaíric» una pronunciació més hipotètica substituïda i que data d'abans de l'hel·lenització, pronunciació que —amb raó o sense— de vegades es correspon amb la del sa'id.
A la taula inferior, s'indica com a primer valor el probable de sa'id (o de l'«antic bohaíric»), substituït a partir de l'egipci clàssic, de les pràctiques d'escriptura antigues i del valor de les lletres gregues a l'època d'adaptació de l'alfabet. El segon valor és el del bohaíric hel·lenitzat actual. Hem de descriure els dos sistemes.

#### Les consonants aspirades i les consonants dobles

##### La pronunciació antiga o sa'id
Les consonants aspirades gregues es van emprar al principi com a dreceres que permetien de notar una consonant oclusiva seguida d'/h/. Així, θ corresponia a la seqüència de consonants τϩ, és a dir /th/. Aquestes lletres transcrivien, doncs, dues consonants i no una de sola —en el grec antic, θ seria /tʰ/). Trobem, per exemple, les grafies equivalents θε o τϩε /the/ (i no /tʰi/, ja que les consonants aspirades no existeixen en copte) per a la paraula «camí». La utilització d'aquestes lletres, en sa'id, és molt més limitada que en bohaíric (la majoria de les vegades les trobarem en paraules d'origen grec quan no serveixen de drecera, és a dir, de lletra doble); el mateix es pot dir de φ χ, que es poden substituir per πϩ i κϩ.
El cas és similar amb les dues consonants dobles gregues ξ i ψ, que, en els texts antics, serveixen gairebé totes les vegades de drecera per a κc i πc, sense que l'ús sigui obligatori (al contrari del grec). Per exemple: el número 9 es pot escriure πcιc o ψιc.

##### La pronunciació hel·lenitzada
Actualment, a la pronunciació bohaírica hel·lenitzada les consonants aspirades es pronuncien bé com a simples (θ val τ, φ després π i χ com κ) bé d'una manera similar a la pronunciació del grec modern, però adaptada a una població majoritàriament arabòfona.
- θ: després de c, τ, υ, i ϣ →/t/, sinó →/θ/;
- φ: en un nom propi →/f/, sinó →/v/;
- χ: en una paraula copta →/k/, si no (principalment en paraules gregues) →/x/ després d'α, ο i ω, /ʃ/ després d'ε, η, ι i υ (per imitació del grec modern [ç]).

La utilització de les aspirades, així com de les consonants dobles —la pronunciació de les quals no presenta cap problema— és més freqüent en bohaíric que en els texts més antics.

#### Les oclusives sonores i zeta

##### La pronunciació antiga o sa'id
Les lletres gregues γ, δ i ζ, pronunciades /g/, /d/ i /zː/ en grec antic, formen part de les que el copte s'hauria estalviat, ja que aquests no són fonemes del copte antic (mentre que la β grega, que ja va passar a /v/ en l'època medieval, sí que va ser útil). En els texts antics, es nota una gran propensió a la confusió amb les sordes més o menys equivalents: així, γ alterna amb κ o ϭ (que, en sa'id, no seria/ʧ/si no probablement /q/), δ amb ϯ, ζ amb c.
Com a regla general, aquestes consonants es fan servir principalment —però no exclusivament— en préstecs del grec.

##### La pronunciació hel·lenitzada
La del bohaíric actual està molt afectada per la pronunciació antiga. Aquestes lletres apareixen també, sobretot, en paraules prestades del grec:
- β: al final d'una paraula o d'un nom propi →/b/: altrament →/v/;
- γ: davant ε, ι, η i υ →/g/; davant γ i χ →/ŋ/(com en grec des de l'època antiga): altrament →/ɣ/;
- δ : en un nom propi →/d/: altrament →/ð/.

#### Les vocals
En referim a vocal en el sentit de «vocal gràfica» i no fonològica: en efecte, les vocals del copte poden servir també de consonants.

##### La pronunciació antiga o sa'id
Sembla que la quantitat vocàlica (diferència entre vocals breus i vocals llargues) és pertinent en el copte antic. La llengua coneix tres timbres fonològics fonamentals, /a/, /i/ i /o/. Aquestes es noten amb α /a/, ε /i/ i ο /o/ per a les breus, ι /i/ (o η /eː/), η /ē/ i ω /oː/ (o ου /uː/) per a les llargues: els timbres no es corresponen doncs exactament (a causa probablement d'una apofonia) i no sembla que ι sigui per força una vocal llarga.
La vocal /oː/així com la consonant /w/ s'escriuen regularment gràcies al dígraf ου, ja que la lletra υ sola està reservada per a les paraules gregues o com a segon element de diftong. Per exemple: νουτε /nuːte/, «déu» i ουααβ /waab/, «sant». La vocal /i/ i la consonant /j/ s'escriuen de manera diferent: ι serveix per a la vocal, ει per a la consonant a l'inici de síl·laba (algunes vegades ϊ, forma més comuna en bohaíric), ϊ a final de síl·laba. Així: ψιc /psis/, «9», ειωϩε (més estrany: ϊωϩε) /joːhe/ «camp», ηϊ /iːj/, «casa».

##### La pronunciació hel·lenitzada
- Les lletres π i τ són, a la manera grega, susceptibles de sonoritzar-se després de μ o ν →/b/ i /d/;
- La lletra ϫ es comporta com una g francesa: es pronuncia «suau» davant ε, η, ι i υ →/ʤ/(de vegades fent [ʒ]), «dur», en un altre context →/g/.

### Els diacrítics
El dinkim —transcrit més sovint jinkim—, molt freqüent, indica que la consonant efectiu que el porta està vocalitzat. A la pràctica, es pronuncia amb schwa [ə] o una [i] lleugera —representat aquí amb  ə  a la transliteració. L ḏinkim es traça de forma diferent segons els dialectes: en sa'id, és un màcron, un accent greu; en akhmimic i fayum, és un accent greu, o un punt subscrit en bohaïric. Actualment, és el macron el que sembla que hom prefereix en les edicions recents.

### Altres signes

#### L'hai
El fonema /x/ no existeix a sa'id. La lletra hai doncs, no s'empra en aquest dialecte. La forma usual, , és pròpia del bohaïric. Es traça en akmínmic ; aquesta segona grafia no prové del demòtic  sinó d'un horit  barrat.

#### El soou
Aquesta «lletra», , només s'usa en la numeració (com a valor 6), fet que explica que aquí estigui representada amb la seva barra subscrita. Remunta, clarament, a la digamma grega en la seva antiga grafia, Ϝ, lletra que, ja en grec, no tenia valor literal, excepte quan va ser confosa amb stigma-.

#### Les abreviatures i les lligatures
A semblança del grec, a qui va copiar, el copte va desenvolupar moltes lligadures i signes d'abreviació. Els més notables són els caràcters compostos i la lligadura abreujada següents:
| Signe            | Stauros         | i                                       | pˢisənše           | čōis      |
| Transcripció ... | cταυροc Stauros | χρονοc μαρτυρων kʰronos marturōn        | ψιc ν̄ ϣ ε pˢisənše | ϭωιc čōis |
| Sentit           | «Creu»          | "Temps dels màrtirs» (era de Dioclecià) | 900                | «Senyor»  |

Les altres abreviacions distingeixen, sobretot, els noms propis bíblics grecs i semítics: estan contrets i representats per dues o tres lletres de la paraula, lletres que apareixen sovint assenyalades. Així, χ̅c̅ representa Χριcτοc, Crist. Els usos són semblants als seguits en els manuscrits grecs.

#### Els signes didàctics
En les obres didàctiques, aquest signe, un doble guió, serveix per a indicar que una paraula està en l'estat pronominal (seguida d'un sufix pronominal). El guió simple és el que serveix per a indicar l'estat construït del verb o de la preposició (quan la forma va seguida d'un complement nominal). La forma absoluta, en cas contrari, es presenta sense el guió. Quan la tipografia editorial s'adapta a l'estil de les lletres coptes, aquest doble guió pren les barres més inclinades. De fet, és possible de substituir-lo pel signe = (cosa que farem aquí). Unicode preveu de reservar-li un espai.
Així es pot saber, en les gramàtiques i en els diccionaris, que tal preposició o tal verb ha d'anar seguit d'un complement nominal, que d'altra manera ha de ser seguida d'un sufix personal:
- κοτ = kot = «construir» → estat pronominal (exemple: κοτ = ϥ ̄ kot =  ə  f «construir», com en « vaig comprar construït »);

- κετ- ket- : «construir» → estat construït (com en κετ-πηϊ ket-pei, «construir [una] casa»).

En un diccionari, podríem posar-hi les següents indicacions:
ε- e-, ερο = er =, preposició, «per».
Compliria, després, comprenem que la preposició que significa «per a» té la forma ε i quan té com règim un nom, la forma ερο er caundo és un sufix personal: επηϊ epēï «a la casa», ερο ϥ erof «per a ell».
Aquests usos són idèntics als que ens trobem en egiptologia: consultar Transcripció dels jeroglífics per a més detalls.

## El sentit de la lectura
Un fet remarcable és que, encara que el demòtic es llegia de dreta a esquerra, el copte, per imitació del grec, es llegeix exclusivament d'esquerra a dreta.

## La codificació informàtica
De moment, Unicode (en la seva versió 4) no distingeix les lletres gregues de les lletres coptes, considerant que el copte només és una variant gràfica i «estilística» del grec. S'han fet moltes peticions perquè totes dues grafies se separin («desunificant»). L'alfabet copte hauria d'estar integrat en Unicode (probablement en el pla multilingüe de base).
L'existència de les lletres demòtiques, però, va forçar, des de les primeres versions d'Unicode, la garantia d'una codificació dels caràcters específics, que estan situats en el bloc «Grec i copte». Aquests caràcters són els següents:
- Sai en majúscula Ϣ (U+03 E2):
  - UTF-8:  0xCF 0xA2 ;
  - UTF-8, representació octal:  \317 \242 ;
  - Entitat digital decimal HTML:  Ϣ ;
- Sai en minúscula ϣ (U+03 E3):
  - UTF-8:  0xCF 0xA3 
  - UTF-8, representació octal:  \317 \243 
  - Entitat digital decimal HTML:  ϣ
- fai en majúscula Ϥ (U+03 E4):
  - UTF-8:  0xCF 0xA4 ;
  - UTF-8, representació octal:  \317 \244 ;
  - Entitat digital decimal HTML:  Ϥ ;
- fai en minúscula ϥ (U+03 E5):
  - UTF-8:  0xCF 0xA5 ;
  - UTF-8, representació octal:  \317 \245 ;
  - Entitat digital decimal HTML:  ϥ ;
- Hai en majúscula Ϧ (U+03 E6):
  - UTF-8:  0xCF 0xA6 ;
  - UTF-8, representació octal:  \317 \246 ;
  - Entitat digital decimal HTML:  Ϧ ;
- Hai en minúscula ϧ (U+03 E7):
  - UTF-8:  0xCF 0xA7 ;
  - UTF-8, representació octal:  \317 \247 ;
  - Entitat digital decimal HTML:  ϧ ;

- Ϩ
- Ϩ
- Ϫ
- Ϫ
- Ϭ
- Ϭ
- Ϯ
- Ϯ

Si l'alfabet copte s'ha d'integrar en l'unicode per a la desunificació, aquestes lletres no han pogut, amb tot, situar-se en el nou bloc de caràcters (ja que normalment no es poden desplaçar caràcters ja existents).